# Oktiabr´skij (obwód wołgogradzki, rejon oktiabrski)
Oktiabr´skij – osiedle typu miejskiego w Rosji, w obwodzie wołgogradzkim. W 2010 roku liczyło 6157 mieszkańców.